# CRISP1
CRISP1 (англ. Cysteine rich secretory protein 1) – білок, який кодується однойменним геном, розташованим у людей на короткому плечі 6-ї хромосоми. Довжина поліпептидного ланцюга білка становить 249 амінокислот, а молекулярна маса — 28 481.
| 10         |  | 20         |  | 30         |  | 40         |  | 50         |
| ---------- |  | ---------- |  | ---------- |  | ---------- |  | ---------- |
| MEIKHLLFLV |  | AAACLLPMLS |  | MKKKSARDQF |  | NKLVTDLPNV |  | QEEIVNIHNA |
| LRRRVVPPAS |  | NMLKMSWSEE |  | AAQNARIFSK |  | YCDMTESNPL |  | ERRLPNTFCG |
| ENMHMTSYPV |  | SWSSVIGVWY |  | SESTSFKHGE |  | WTTTDDDITT |  | DHYTQIVWAT |
| SYLIGCAIAS |  | CRQQGSPRYL |  | YVCHYCHEGN |  | DPETKNEPYK |  | TGVPCEACPS |
| NCEDKLCTNP |  | CIYYDEYFDC |  | DIQVHYLGCN |  | HSTTILFCKA |  | TCLCDTEIK  |

A: Аланін

C: Цистеїн

D: Аспарагінова кислота

E: Глутамінова кислота

F: Фенілаланін

G: Гліцин

H: Гістидин

I: Ізолейцин

K: Лізин

L: Лейцин

M: Метіонін

N: Аспарагін

P: Пролін

Q: Глутамін

R: Аргінін

S: Серин

T: Треонін

V: Валін

W: Триптофан

Задіяний у такому біологічному процесі, як альтернативний сплайсинг. 